# Lugululi
Lugululi (Logululi) ist eine osttimoresische Aldeia im Suco Manapa (Verwaltungsamt Cailaco, Gemeinde Bobonaro). 2015 lebten in der Aldeia 467 Menschen.

## Geographie
Lugululi bildet den einen schmalen Streifen im Süden und Osten des Sucos Manapa. Nördlich und westlich liegt die Aldeia Tatelori. Im Osten grenzt Lugululi an die Sucos Atudara und Raiheu und im Süden und äußersten Westen an das Verwaltungsamt Maliana mit seinem Suco Ritabou. Hier im Westen, bildet der Bulobo, ein Nebenfluss des Nunura die Grenze. Sein Zufluss Biusosso markiert die Südgrenze. Während das Land am Ufer des Bulobos auf einer Meereshöhe von etwa 180 m liegt, steigt es kontinuierlich nach Osten hin bis zum Gipfel des Leolaco (1913 m), wo die drei Sucos Raiheu, Atudara und Manapa zusammentreffen.
Durch den Westen der Aldeia führt eine kleine Straße. An ihr liegt die Ortschaft Acubira. Das Zentrum und der Osten der Aldeia ist unbesiedelt.

## Politik
2023 wurde Marito Borges zum Chefe de Aldeia gewählt.